# Mio Otaniová
Mio Otaniová (japonsky 大谷 未央, * 5. května 1979 Šiga) je bývalá japonská fotbalistka.

## Reprezentační kariéra
Za japonskou reprezentaci v letech 2000 až 2007 odehrála 73 reprezentačních utkání. Byla členkou japonské reprezentace i na Mistrovství světa ve fotbale žen 2003, 2007 a Letních olympijských hrách 2004.

## Statistiky
| Japonsko | Japonsko | Japonsko |
| Roky     | Záp.     | Góly     |
| -------- | -------- | -------- |
| 2000     | 5        | 0        |
| 2001     | 11       | 9        |
| 2002     | 10       | 2        |
| 2003     | 14       | 13       |
| 2004     | 10       | 7        |
| 2005     | 7        | 0        |
| 2006     | 9        | 0        |
| 2007     | 7        | 0        |
| Celkem   | 73       | 31       |

## Úspěchy

### Reprezentační
- Mistrovství Asie:  2001